# Teaca Schwann

Teaca Schwann este formată din celule Schwann care înconjoară axonul.Între două celule ale tecii există o regiune nodală care se numește strangulație Ranvier. Rolul tecii Schwann este dublu: de secreție a mielinei și de nutriție. Se presupune că rolul nutritiv al tecii constă în reglarea proceselor metabolice și de creștere a axonului.